# 莲池公园站
蓮池公園站（：／ Yeonji-gongwon yeok */?）是釜山－金海輕軌沿線的一座高架車站，位於韓國慶尚南道金海市龜山洞。

## 車站結構
站體為2面2線側式月台的高架車站，候車月台設有月台幕門，並有2處出口。

### 月台配置
| 博物館 ↑ |
| \| 上    |
| ↓ 長神大 |

| 月台 | 路線              | 目的地     |
| ---- | ----------------- | ---------- |
| 上行 | ●釜山－金海轻电铁 | 沙上方向   |
| 下行 | ●釜山－金海轻电铁 | 加耶大方向 |

## 歷史
- 2011年9月16日：落成啟用。

## 車站周邊
- 蓮池公園
- 金海運動場（朝鲜语：김해운동장）
- 金海學生體育館
- 大韓航空辦公大樓
- 韓一汽車駕訓學校

## 相鄰車站
釜山-金海輕電鐵
●釜山－金海轻电铁
博物館（18）－蓮池公園（19）－長神大（20）